# Saint-Sylvestre-Cappel
Saint-Sylvestre-Cappel település Franciaországban, Nord megyében. Lakosainak száma 1151 fő (2022. január 1.). Saint-Sylvestre-Cappel Terdeghem, Caëstre, Eecke, Hondeghem és Sainte-Marie-Cappel községekkel határos.

## Népesség
A település népessége az elmúlt években az alábbi módon változott:
| Lakosok száma | 1099 | 1166 | 1180 | 1180 | 1170 | 1160 | 1150 | 1154 | 1151 |
|               | 2013 | 2015 | 2016 | 2017 | 2018 | 2019 | 2020 | 2021 | 2022 |